# Lin Shaye
Linda Shaye, detta Lin (Detroit, 12 ottobre 1943), è un'attrice statunitense.
È universalmente riconosciuta come una regina dell'urlo (scream queen), per via delle sue variegate e numerose apparizioni in pellicole di genere horror di successo, tra cui Nightmare - Dal profondo della notte, Critters (Gli extraroditori), Nightmare - Nuovo incubo, Abattoir, Ouija, Grace - Posseduta e Tales of Halloween.
Il ruolo che l'ha resa principalmente nota è quello della medium Elise Rainier nella serie cinematografica horror di Insidious. Grazie alla sua interpretazione, ha ricevuto una candidatura ai Saturn Award.

## Biografia
Nasce a Detroit, figlia di una casalinga, e di un proprietario di un supermercato e di una galleria d'arte. Suo fratello Robert, è anche un noto attore. Di famiglia ebrea, studia recitazione presso l'Università del Michigan prima di trasferirsi a New York come comparsa nello spettacolo teatrale, Off Broadway. Nel 1977 si trasferisce a Los Angeles per proseguire nella sua carriera di attrice.
Nel 1975 debutta in un ruolo marginale nel film, Hester Street , seguito da altri piccoli ruoli in diversi film e show televisivi. Nel 1978, appare nel film di Jack Nicholson Verso il sud. Nel 1984 interpreta il ruolo da insegnante nel film Nightmare - Dal profondo della notte. Nel film del fratelli Farrelly, Scemo & più scemo, ricopre il ruolo della signora Nuegeboren.
Da allora la sua maturazione professionale come attrice la rende disponibile ad apparire in ruoli di carattere, molti dei quali grazie al fratello, Robert Shaye, cofondatore ed ex amministratore della New Line Cinema. Nel 1996, nella commedia Kingpin, interpreta la parte di una padrona di casa ripugnante, e ha un ruolo anche in Tutti pazzi per Mary. Ha preso parte anche al film Detroit Rock City, dove interpreta il ruolo di una madre che conduceva una guerra personale contro la band dei Kiss.
È apparsa in quattro film del regista Walter Hill: I cavalieri dalle lunghe ombre (1980), Chi più spende... più guadagna! (1985), Ricercati: ufficialmente morti (1987) e Ancora vivo (1996).
Nel 2005 appare nel film 2001 Maniacs e nel sequel, 2001 Maniacs: Field of Screams, nella parte di Granny Boone. Nel 2006 ha un ruolo nel thriller Snakes on a Plane.
Nel 2011 appare nei film horror Insidious e, nel 2013, nel suo sequel, Oltre i confini del male: Insidious 2, in entrambi nei panni di Elise Rainier. Tutte e due le pellicole riscuotono un ottimo successo al box office internazionale e vengono apprezzati dalla critica. Lin riceve, per questa interpretazione, una candidatura ai Saturn Awards.
Nel 2014 è apparsa nel terzo film della saga Insidious 3 - L'inizio. Anche questa volta, la sua performance è stata acclamata tanto che il The Oakland Post Online l'ha così recensita: «Shaye è in grado di dare al film la maggior parte del suo cuore. Molte delle scene horror si affidano a lei per essere sia la voce calmante che l'eroina cazzuta, e Shaye svolge entrambe le funzioni perfettamente. Insidious 3 si sarebbe potuto rivelare un disastro, ma grazie ad alcuni momenti davvero spaventosi e per la sua interpretazione veterana, il film è in grado di essere per lo più piacevole.»
Nel 2018 ricopre ancora i panni di Elise Rainier nel quarto capitolo della saga Insidious - L'ultima chiave diretto da Adam Robitel.
Nel 2022 fa da modello per Constance Hackett nel videogioco The Quarry

## Vita privata
Shaye si è sposata due volte. Il suo primo marito muore nel 1968, mentre nel 1988 sposa l'attore Clayton Landey, con il quale è apparsa nel 2002 nel film, Wish You Were Dead. La coppia, prima di divorziare nel 2003, ebbe un figlio di nome Lee J. Landey.

## Filmografia

### Cinema
- Hester Street, regia di Joan Micklin Silver (1975)
- A Secret Space, regia di Roberta Hodes (1977)
- Verso il sud (Goin' South), regia di Jack Nicholson (1978)
- I cavalieri dalle lunghe ombre (The Long Raiders), regia di Walter Hill (1980)
- Nel buio da soli (Alone in the Dark), regia di Jack Sholder (1982)
- Scuola di sesso (Jekyll and Hyde... Together Again), regia di Jerry Belson (1982)
- Nightmare - Dal profondo della notte (A Nightmare on Elm Street), regia di Wes Craven (1984)
- Chi più spende... più guadagna! (Brewster's Millions), regia di Walter Hill (1985)
- Critters, gli extraroditori (Critters), regia di Stephen Herek (1986)
- Ricercati: ufficialmente morti (Extreme Prejudice), regia di Walter Hill (1987)
- Slamdance - Il delitto di mezzanotte (Slam Dance), regia di Wayne Wang (1987)
- L'alieno (The Hidden), regia di Jack Sholder (1987)
- L'implacabile (The Running Man), regia di Paul Michael Glaser (1987)
- Critters 2, regia di Mick Garris (1988)
- Lucky Stiff, regia di Anthony Perkins (1988)
- I ragazzi degli anni '50 (Book of Love), regia di Robert Shaye (1990)
- Pump Up the Volume - Alza il volume (Pump Up the Volume), regia di Allan Moyle (1990)
- Roadside Prophets, regia di Abbe Wool (1992)
- Palle in canna (Loaded Weapon 1), regia di Gene Quintano (1993)
- Maledetta ambizione (The Temp) di Tom Holland (1993)
- Tre di Cuori (Three of Hearts), regia di Yurek Bogayevicz (1993)
- Amityville - A New Generation, regia di John Murlowski (1993)
- Cowgirl - Il nuovo sesso (Even Cowgirls Get the Blues), regia di Gus Van Sant (1993)
- Una moglie per papà (Corrina, Corrina), regia di Jessie Nelson (1994)
- Nightmare - Nuovo incubo (Wes Craven's New Nightmare), regia di Wes Craven (1994)
- Scemo & più scemo (Dumb & Dumber), regia di Peter Farrelly (1994)
- La natura della bestia (1994)
- Kingpin, regia di Peter e Bobby Farrelly (1996)
- Ancora vivo - Last Man Standing (Last Man Standing), regia di Walter Hill (1996)
- Kiss, regia di Richard LaGravenese (1998)
- Tutti pazzi per Mary (There's Something About Mary), regia di Peter e Bobby Farrelly (1998)
- Detroit Rock City, regia di Adam Rifkin (1999)
- Dimmi che non è vero (Say It Isn't So), regia di James B. Rogers (2001)
- Wish You Were Dead, regia di Valerie McCaffrey (2002)
- Boat Trip, regia di Mort Nathan (2003)
- Dead End - Quella strada nel bosco, regia di Jean-Baptiste Andrea e Fabrice Canepa (2003)
- Barely Legal - Doposcuola a luci rosse (National Lampoon's Barely Legal), regia di David Mickey Evans (2003)
- Scemo & più scemo - Iniziò così... (Dumb & Dumberer: When Harry Met Lloyd), regia di Troy Miller (2003)
- Batman: Dead End, regia di Sandy Collora (2003)
- Fratelli per la pelle (Stuck on You), regia di Peter e Bobby Farrelly (2003)
- American Party - Due gambe da sballo (Who's Your Daddy?), regia Andy Fickman (2004)
- Lo strangolatore (Chuck Parello), regia di Chuck Parello (2004)
- Cinderella Story (A Cinderella Story), regia di Mark Rosman (2004)
- Cellular, regia di David R. Ellis (2004)
- Odio Crime (2005)
- Confessions of an Action Star Brad Martin (2005)
- 2001 Maniacs, regia di Tim Sullivan (2005)
- Dead Sexy - Bella da morire (Drop Dead Sexy), regia di Michael Philip (2005)
- Unbeatable Harold (2006)
- Snakes on a Plane, regia di David R. Ellis (2006)
- Pledge This!, regia di William Heins (2006)
- Hood of Horror, regia di Stacy Title (2007)
- Driftwood (2006)
- Homo Erectus (2008)
- Kush (2007)
- Killer Pad (2008)
- Asylum (2008)
- La custode di mia sorella (My Sister's Keeper), regia di Nick Cassavetes (2009)
- Americano Cowslip (2009)
- Small Town Sabato Notte (2010)
- Killer By Nature (2010)
- 2001 Maniacs: Field of Screams, regia di Tim Sullivan (2010)
- Insidious, regia di James Wan (2010)
- Sedona: The Motion Picture (2011)
- Rosewood Lane, regia di Victor Salva
- A Good Old Fashioned Orgy, regia di Alex Gregory e Peter Huyck (2011)
- Chillerama (2011)
- I tre marmittoni (The Three Stooges), regia di Peter e Bobby Farrelly (2012)
- Oltre i confini del male: Insidious 2 (Insidious: Chapter 2), regia di James Wan (2013)
- Alien Spider (Big Ass Spider!) (2013)
- Grace - Posseduta (Grace - The Possession), regia di Jeff Chan (2014)
- The Signal, regia di William Eubank (2014)
- Ouija, regia di Stiles White (2014)
- Insidious 3 - L'inizio (Insidious: Chapter 3), regia di Leigh Whannell (2015)
- Tales of Halloween, regia di Katie Silverman (2015)
- Ouija - L'origine del male (Ouija: Origin of Evil), regia di Mike Flanagan (2016)
- Abattoir (Abattoir), regia di Darren Lynn Bousman (2016)
- Jack Goes Home, regia di Thomas Dekker (2016)
- The Black Room, regia di Rolfe Kanefsky (2016)
- The Midnight Man, regia di Travis Zariwny (2016)
- Insidious - L'ultima chiave (Insidious: The Last Key), regia di Adam Robitel (2018)
- The Final Wish, regia di Timothy Woodward jr (2019)
- The Grudge, regia di Nicolas Pesce (2020)
- Insidious - La porta rossa (Insidious: The Red Door), regia di Patrick Wilson (2023)

### Televisione
- La famiglia Bradford (Eight Is Enough) – serie TV, episodio 2x12 (1977)
- Ai confini della realtà (The New Twilight Zone) – serie TV, episodio 1x05 (1985)
- New York New York (Cagney & Lacey) – serie TV, episodio 5x14 (1986)
- Falcon Crest – serie TV, episodio 5x24 (1986)
- Casalingo Superpiù (Who's the Boss?) – serie TV (1987)
- Autostop per il cielo (Highway to Heaven) – serie TV (1988)
- Una famiglia come le altre (Life Goes On) – serie TV (1991)
- Sisters – serie TV (1993)
- My So-Called Life – serie TV, episodio 1x03 (1994)
- Frasier – serie TV, episodio 3x23 (1996)
- Perversions of Science – serie TV (1997)
- Becker - serie TV, episodio 1x02 (1998)
- Crossing Jordan – serie TV, episodio 3x04 (2004)
- My Name Is Earl – serie TV, episodio 1x24 (2006)
- Dirty Sexy Money – serie TV, episodio 1x06 (2007)
- E.R. - Medici in prima linea (ER) – serie TV, episodio 15x22 (2009)
- Private Practice – serie TV, episodio 6x12 (2013)
- Things You Shouldn't Say Past Midnight – serie TV (2014)
- Penny Dreadful: City of Angels – serie TV, 6 episodi (2020)

## Doppiatrici italiane
Nelle versioni in italiano dei suoi lavori, Lin Shaye è stata doppiata da:
- Melina Martello in Insidious, Oltre i confini del male: Insidious 2, The Signal, Insidious 3 - L'inizio, The Midnight Man, Insidious - L'ultima chiave, The Grudge, Insidious - La porta rossa
- Lorenza Biella in Ouija, The Signal, Ouija - L'origine del male
- Carmen Onorati in Tutti pazzi per Mary
- Antonella Giannini in Snakes on a Plane
- Graziella Polesinanti in Boat Trip
- Paola Giannetti in Cinderella Story
- Caterina Rochira in Penny Dreadful: City of Angels
- Alba Cardilli in Nightmare - Dal profondo della notte
- Serena Verdirosi in Critters (Gli extraroditori)
- Paila Pavese in Kingpin
- Stefania Patruno in Dead End - Quella strada nel bosco
- Tullia Piredda in Ai confini della realtà
- Cristina Piras in Private Practice

## Riconoscimenti
- Blockbuster Entertainment Awards 1999 – Candidatura come migliore attrice non protagonista in una commedia per Tutti pazzi per Mary
- Saturn Awards 2012 – Candidatura per il miglior cast per Oltre i confini del male: Insidious 2